# Стогастульпис

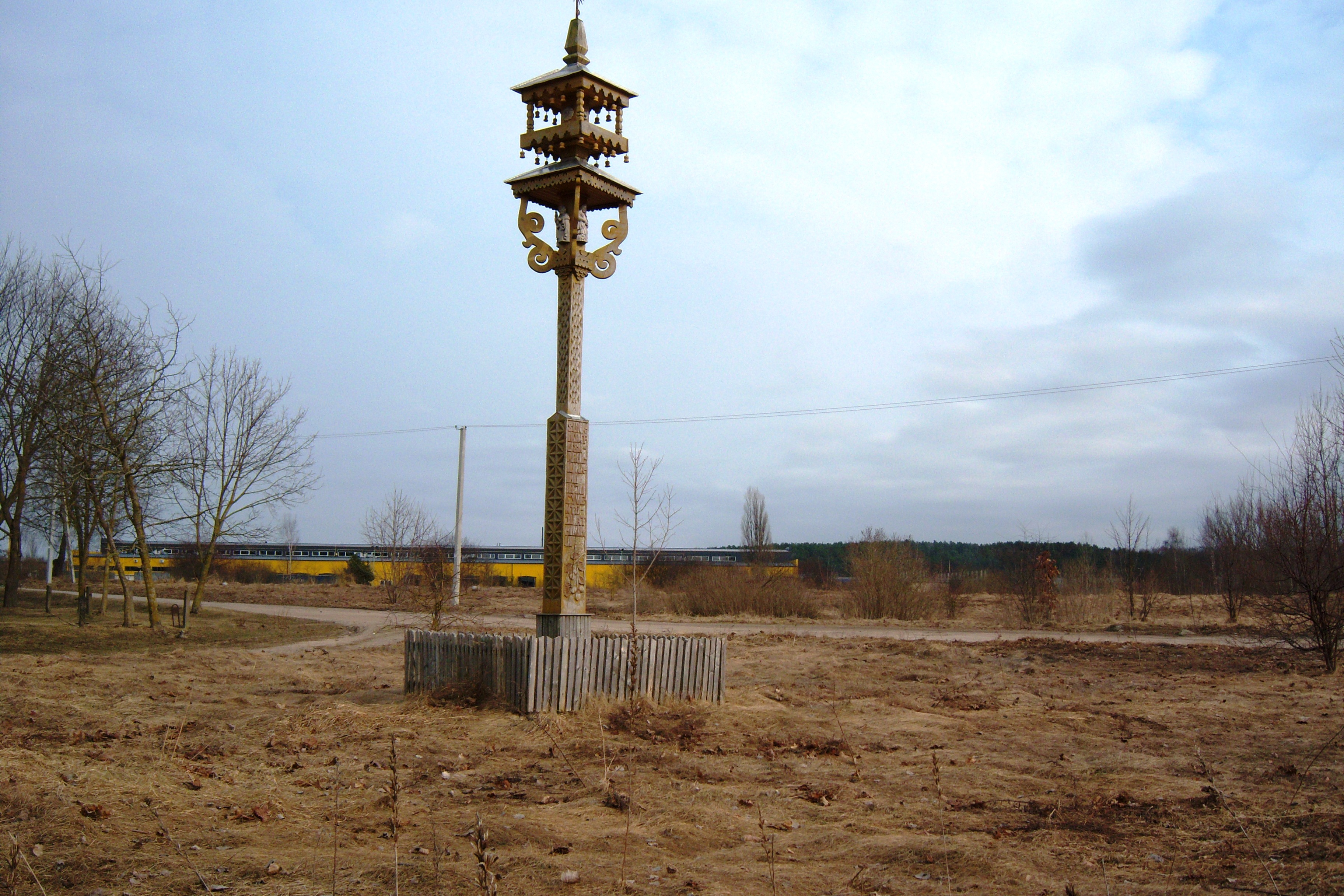
Стогастульпис в селе Скаруляй вблизи Йонавы.

Стогастульпис или Крытый столп — это традиционный деревянный алтарь Литвы. Название stogastulpis образовано из двух литовских слов — stogas, что означает крышу, и stulpas, что означает столп.
Стогастульписы могут иметь от одного до трех слоев стилизованных крыш. Стогастульписы могут быть простыми или богатыми. На сегодняшний день самым распространенным орнаментом является характерное сочетание христианской символики и традиционных солнечных, небесных и природных мотивов. Стогастульписы вместе с литовскими традиционными крестами являются общепринятыми по всей Литве и могут быть найдены на церковных дворах, сельских или городских площадях, кладбищах, фермах, парках, на полях и лесах, перекрёстках и как придорожные алтари.

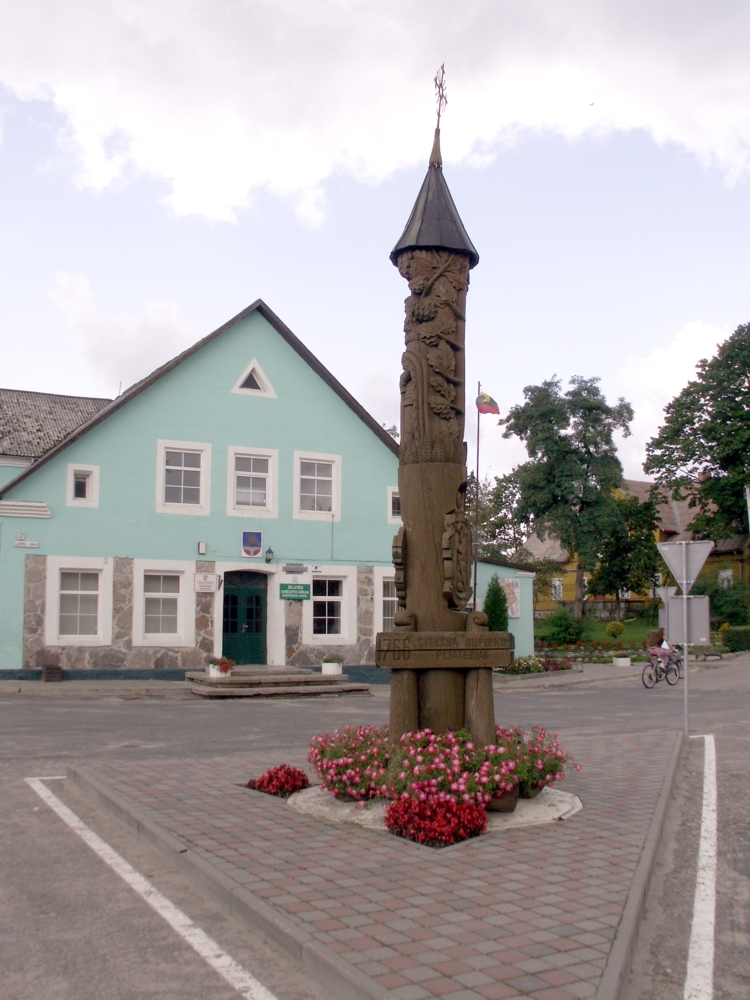
Центр города Швекшна
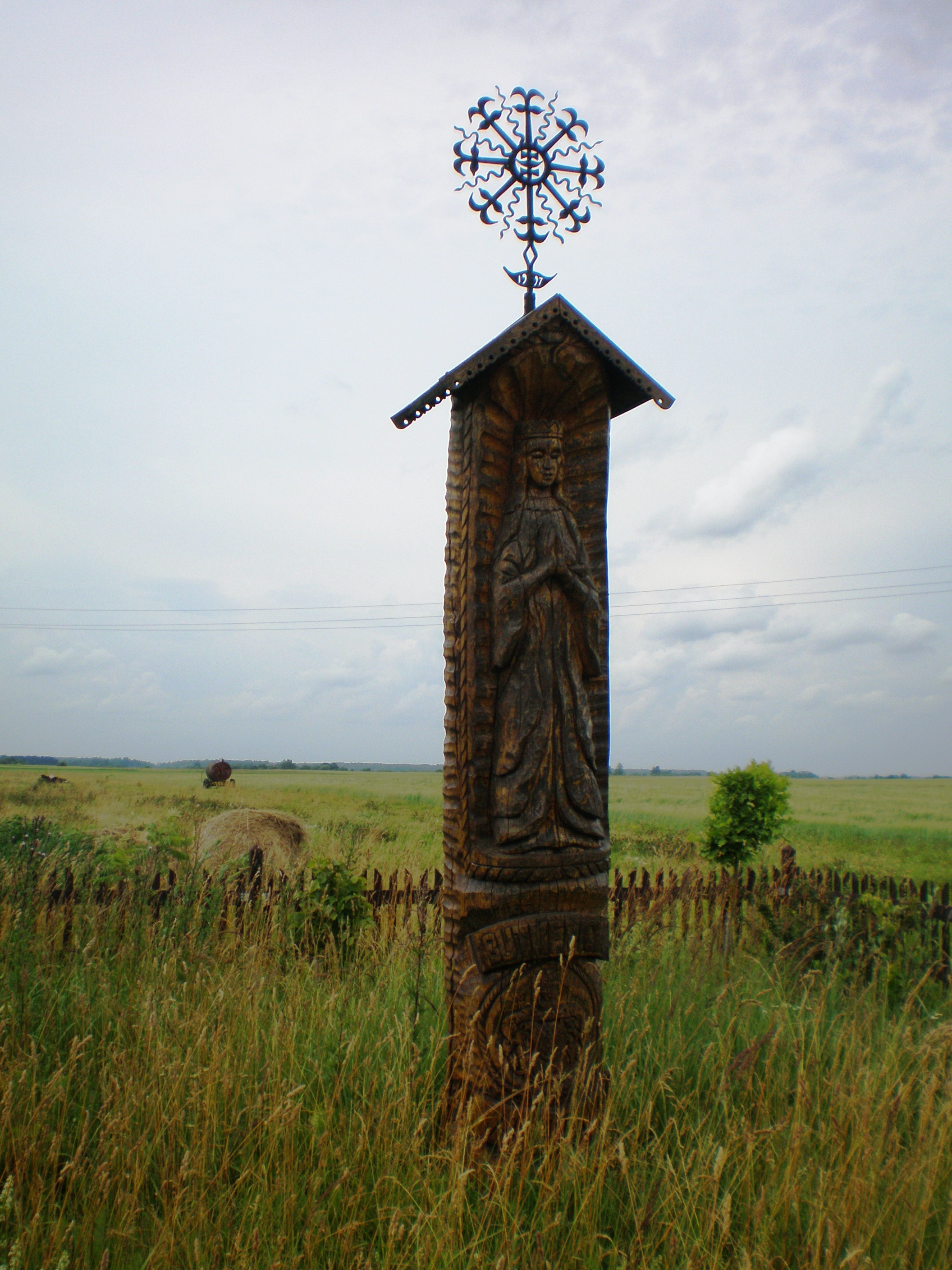
Стогастульпис с декорированным железным крестом с цветочными мотивами. Село Ангирас, северо-запад города Йосвайняй.
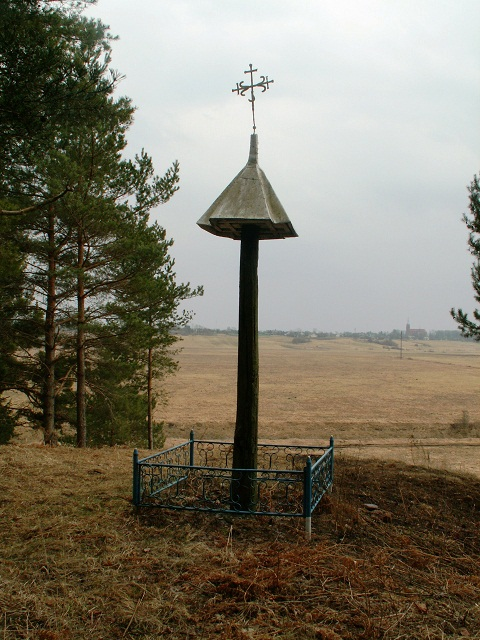
Стогастульпис у Алкас, вблизи Кретинги.
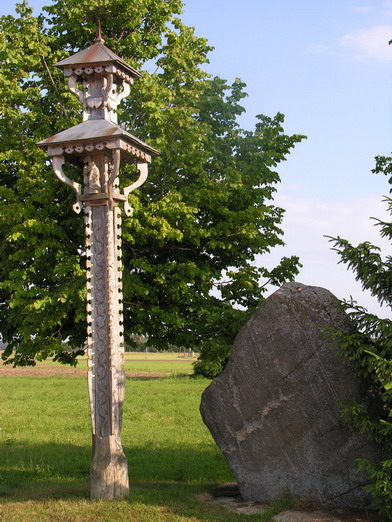
Стогастульпис возле села Саварина, район Мажейкяй.